# Comté d'Union (Caroline du Sud)
Pour les articles homonymes, voir Comté de Union.
Le comté d'Union (en anglais : Union County) est l'un des 46 comtés de l'État de Caroline du Sud, aux États-Unis. Il est fondé en 1795. Son siège est la ville d'Union. Selon le recensement de 2010, la population du comté s'élève à 28 961 habitants.

## Géographie
Le comté couvre une superficie de 1 336 km², dont 1 332 km² de terres.

## Démographie
| 1790  | 1800   | 1810   | 1820   | 1830   | 1840   |
| ----- | ------ | ------ | ------ | ------ | ------ |
| 7 693 | 10 237 | 10 995 | 14 126 | 17 906 | 18 936 |

| 1850   | 1860   | 1870   | 1880   | 1890   | 1900   |
| ------ | ------ | ------ | ------ | ------ | ------ |
| 19 852 | 19 635 | 19 248 | 24 080 | 25 363 | 25 501 |

| 1910   | 1920   | 1930   | 1940   | 1950   | 1960   |
| ------ | ------ | ------ | ------ | ------ | ------ |
| 29 911 | 30 372 | 30 920 | 31 360 | 31 334 | 30 015 |

| 1970   | 1980   | 1990   | 2000   | 2010   | - |
| ------ | ------ | ------ | ------ | ------ | - |
| 29 230 | 30 751 | 30 337 | 29 881 | 28 961 | - |